# Tilletiopsis minor
Tilletiopsis minor är en svampart som beskrevs av Nyland 1950. Tilletiopsis minor ingår i släktet Tilletiopsis, klassen Exobasidiomycetes, divisionen basidiesvampar och riket svampar.   Inga underarter finns listade i Catalogue of Life.